# Bracon kozlovi
Bracon kozlovi är en stekelart som beskrevs av Telenga 1936. Bracon kozlovi ingår i släktet Bracon och familjen bracksteklar. Inga underarter finns listade.